# Quiberville
Quiberville – miejscowość i gmina we Francji, w regionie Normandia, w departamencie Sekwana Nadmorska.
Według danych na rok 1990 gminę zamieszkiwało 429 osób, a gęstość zaludnienia wynosiła 128 osób/km² (wśród 1421 gmin Górnej Normandii Quiberville plasuje się na 508. miejscu pod względem liczby ludności, natomiast pod względem powierzchni na miejscu 816.).